# 大東市立諸福中学校
大東市立諸福中学校（だいとうしりつ もろふく ちゅうがっこう）は、大阪府大東市にある公立中学校である。
大東市で7番目の中学校として1980年に大東市立南郷中学校から分離して新設された。大東市の南西部に位置し、校区は大阪市鶴見区・東大阪市・門真市の3市に接している。

## 沿革
- 1980年 - 大東市立南郷中学校から分離開校。
- 1984年4月7日 - 大阪府知事より緑化推進功労賞を受ける。

## 通学区域
- 大東市立諸福小学校の通学区域。
  - 大東市 諸福1-8丁目、新田本町、新田東本町、新田西町、新田中町、新田旭町、新田境町、新田北町

## 交通
- 片町線（学研都市線） 鴻池新田駅 北へ約600m。